# K-Multimedia Player
K-Multimedia Player, meestal afgekort tot KMPlayer, is een mediaspeler voor Windows. Het programma is ook beschikbaar in het Nederlands.
K-Multimedia Player werd oorspronkelijk ontwikkeld door Kang Young-Huee, die de eerste versie uitbracht op 1 oktober 2002. In 2007 werd KMPlayer overgenomen door Pandora TV, een Koreaans videostreamingbedrijf.

## Functies
- Lezen van diverse  bestandsformaten
- Beschadigde AVI-bestanden afspelen (de beschadigde frames worden overgeslagen)
- Afspelen van internetstreams
- Bekijken van fysieke mediaformaten:
  - Audio: Cd / VCD
  - Audio, video en ondertitels: dvd (inclusief ratDVD), Blu-ray, Video CD/SVCD/XCD (CDXA-formaat[5])
- Opslaan en openen van afspeellijsten
  - Audio-archief: ZIP/RAR
  - Afspeellijstformaten: LNK, ASX, WAX, M3U, M3U8, PLS, KPL, LNK, CUE, WVX, WMX
- Weergeven van afbeeldingen (BMP, GIF, JPEG, PNG)
- Ondertitelingsbestanden uitlezen en weergeven
  - RT[6], SMI, SMIL, SUB, IDX, ASS, SSA, PSB, SRT, S2K, USF, SSF, TXT, LRC

## Formaten
K-Multimedia Player kan een groot aantal bestandsformaten lezen om audio en video af te spelen.
Ondersteunde videocodecs:
- Ogg Theora (OGM), VP3, VP5, VP6
- MPEG-1, MPEG-2, MPEG-4, 3GP (eenvoudige versie van MPEG-4 Part 14), H.263, H.264 (MPEG-4 Part 10 / AVC1), H.265
- CYUY, ASV1/2, SVQ1/3, MSVIDC
- Cinepak
- Microsoft MPEG4 V1/2/3, DivX, XviD
- FFV1, VCR1, FLV1
- Microsoft RLE (MSRLE, in BMP- en AVI-bestanden), Windows Media Video (WMV)
- QTRLE Huffyuv, Digital Video, Indeo3
- Motion JPEG (MJPEG)
- SNOW, Dirac
- TSCC, VC-1
- RealVideo (RealMedia)
- Flash video (FLV)

Containerformaten (bevatten audio, video, ondertiteling of een combinatie hiervan):
- Audio Video Interleave (AVI) - in combinatie met de videocodecs DivX, XviD, Cinepak of Indeo
- Matroska (MKV) / WebM - ondersteunt vrijwel alle veelvoorkomende video- en audiocodecs
- QuickTime File Format

Ondersteunde audiocodecs en -containerformaten:
- AC3, DTS
- Pulscodemodulatie: LPCM, IMA ADPCM
- MPEG: MPEG-1 Audio Layer II (MP2), MPEG-1 Audio Layer III of MPEG-2 Audio Layer III (MP3)
- Ogg Vorbis (OGG)
- QDesign Music Codec (QDM2), Advanced Audio Coding (ACC)
- Windows Media Audio (WMA)
- Spraakopnames: AMR
- Lossless: Apple Lossless Audio Codec (ALAC van Apple), Free Lossless Audio Codec (FLAC van Xiph.Org), True Audio (TTA)
- QCELP
- EVRC
- RealAudio (RealMedia)